# Parafia Matki Bożej Królowej Polski w Przemoczu
Parafia pw. Matki Bożej Królowej Korony Polskiej w Przemoczu – parafia rzymskokatolicka, należąca do dekanatu Maszewo, archidiecezji szczecińsko-kamieńskiej, metropolii szczecińsko-kamieńskiej. W parafii posługują księża archidiecezjalni. Według stanu na grudzień 2022 proboszczem parafii był ks. Wojciech Lassota. 

## Świątynie

### Kościół parafialny
- Kościół pw. Matki Bożej Królowej Korony Polskiej w Przemoczu[1].

### Kościoły filialne i kaplice
- Kościół pw. św. Marii Magdaleny w Sownie[1][2];
- Kościół pw. Chrystusa Króla w Warchlinku[1][2];
- Kaplica w domu pomocy społecznej[1].

## Obszar parafii

### Miejscowości i ulice
W granicach parafii znajdują się miejscowości:  
- Przemocze,
- Sowno,
- Strumiany,
- Warchlino,
- Wielichówko.